# Nicolas D'Oriano
Nicolas D'Oriano (né le 5 mai 1997 à La Seyne-sur-Mer) est un nageur français, licencié aux Cercle des nageurs de Marseille.

## Carrière
Révélé aux Dauphins du TOEC, Nicolas D'Oriano est champion de France du 400 m 4 nages en 2015, et remporte la médaille d'or du 1 500 m lors des jeux européens à Bakou ainsi que sur le 800 m.
Lors des Championnats de France 2016 qui servent de qualification pour les Jeux olympiques de Rio de Janeiro, toujours sous les couleurs du TOEC, il remporte l'or du 400 mètres quatre nages ainsi que l'argent du 1 500 mètres nage libre derrière Damien Joly. Il ne réussit cependant pas les temps nécessaires à une qualification directe pour ces Jeux. Il est repêché la semaine suivante pour disputer une épreuve individuelle, le 1 500 mètres nage libre, en compagnie de Joly.